# فران سوتا
فران سوتا (بالإسبانية: Francisco José Sota Bernard)‏ هو لاعب كرة قدم إسباني، ولد في 30 أكتوبر 1990 في لوغرونيو في إسبانيا. لعب مع أوساسونا ب.

## وصلات خارجية
- فران سوتا على موقع قاعدة بيانات كرة القدم.إي يو (الإنجليزية)
- فران سوتا على موقع Soccerway.com (الإنجليزية)
- فران سوتا على موقع AS.com (الإسبانية)